# Quifenadine
Quifenadine (tiếng Nga: хифенадин, tên thương mại: Phencarol, Фенкарол) là thuốc kháng histamine thế hệ 2, được bán trên thị trường chủ yếu ở các nước hậu Xô Viết. Về mặt hóa học, nó là một dẫn xuất quinuclidine.

## Chỉ định
- Viêm mũi dị ứng
- Mề đay cấp tính và mãn tính
- Phù mạch
- Viêm da
- Viêm da dị ứng
- Ngứa